# Pico Boulevard

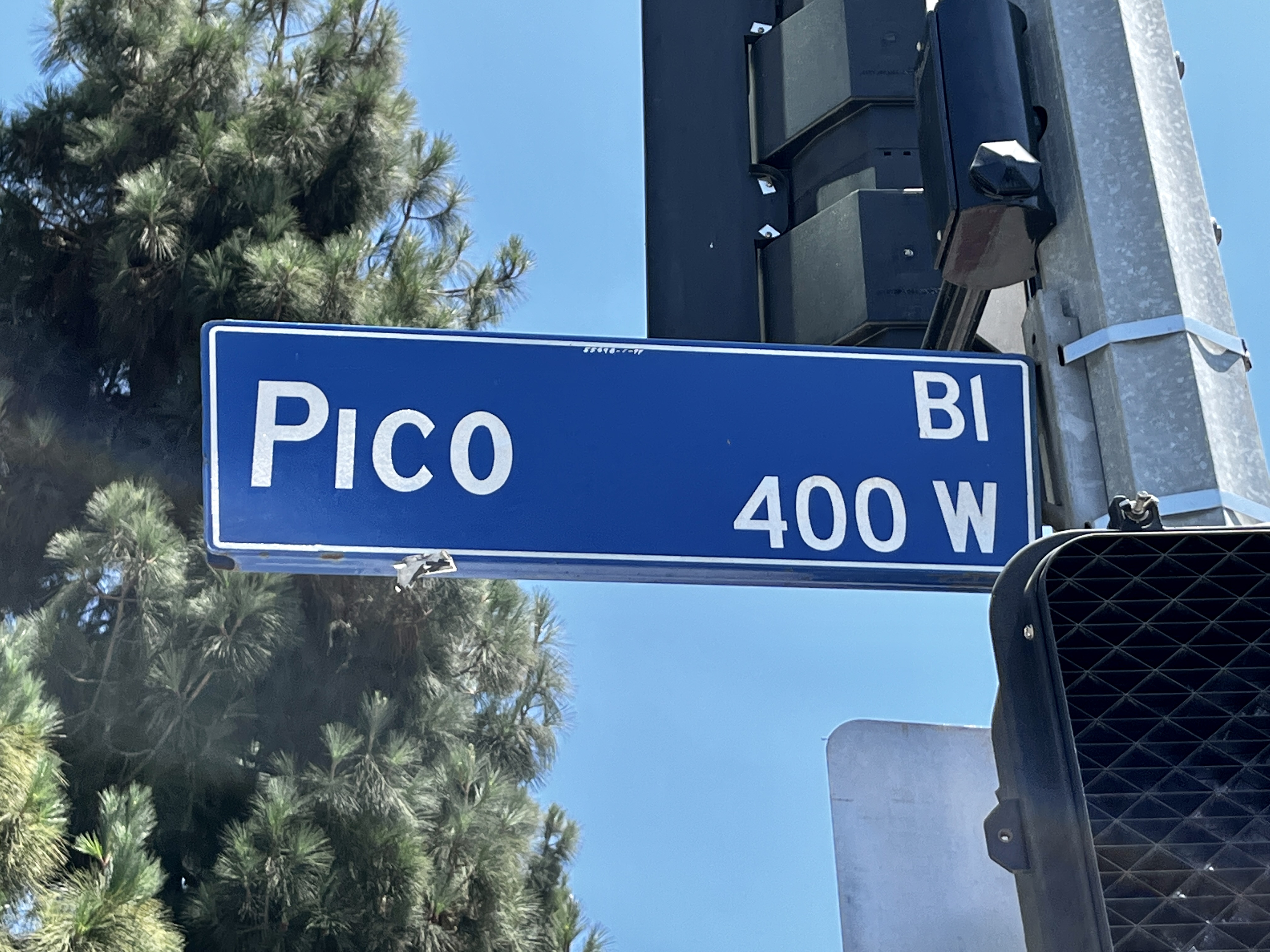

Der Pico Boulevard ist eine von Downtown Los Angeles nach Westen bis nach Santa Monica führende Straße im Los Angeles County. 
Benannt ist die Straße nach Pio Pico, dem letzten Gouverneur von Alta California in der mexikanischen Kolonialzeit. Nach der Durchzählung der Straßen wäre Pico Boulevard an sich die 13. Straße. Diese Unglückszahl wurde vermieden, indem 1853 oder 1855 die Straße als Pico Street benannt wurde. 1914 wurde der Verkehrsweg in Pico Boulevard umbenannt und 1917 um die nach John C. Frémont, dem Gegenspieler von Picos Bruder Andrés Pico im Mexikanisch-Amerikanischen Krieg, benannte Fremont Avenue nach Westen verlängert.
Pico Boulevard führt über knapp fünfundzwanzig von Downtown durch so unterschiedliche Viertel wie Pico-Union, das Byzantine-Latino Quarter, Rancho Park, Koreatown, Wilshire Vista, Little Ethiopia und Century City. Entlang der bis zum Pazifik führenden Straße sind nach  Beobachtung des Journalisten Jonathan Gold fast alle in Los Angeles vorkommenden Ethnien vertreten. Noch in Downtown führt der Pico Boulevard zwischen der West Hall und der South Hall des Los Angeles Convention Center durch. Die beiden Bauteile werden über den Boulevard miteinander verbunden. Im jüdisch geprägten Pico-Robertson steht das Gebäude des Museum of Tolerance am Boulevard.